# 錦織惠美
錦織惠美（日语：／ Nishikori Emi，1993年1月9日—），島根縣出生，日本女子曲棍球運動員，亦為日本國家女子曲棍球隊成員。畢業於島根県立横田高校。2011年4月1日起加入可口可樂西部公司，現為旗下紅色火花曲棍球隊成員，擔任球隊副将，隊員編號20號。

## 簡歷
2016年，錦織惠美代表日本出戰巴西里约热内卢舉行的奥林匹克运动会女子曲棍球比賽。日本隊最終排名小组第五位，無緣晉級。